# Болгарський лев
Болгарський лев (болг. български лев; код: BGN, скороч.: лв.) — офіційна валюта Болгарії, поділяється на 100 стотинок. Центральний банк — Болгарський народний банк.

## Етимологія
В XVII столітті на Балкани і в Молдову проникла нідерландська монета «leeuwendaalder», на якій було зображено лева. Мешканці Молдови та Румунії називали ці монети леями, болгари — левами.

## Історія

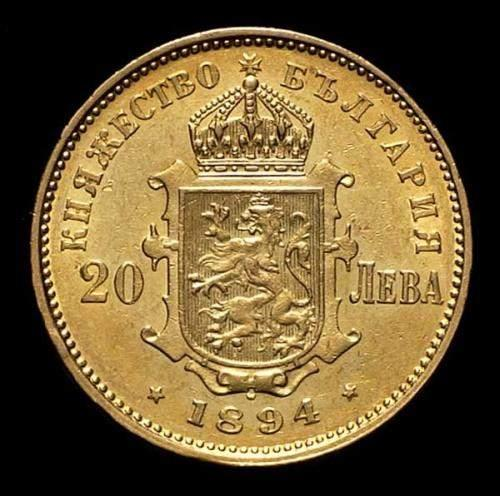
Реверс монети 20 лев

Болгарський лев введений в обіг в 1880 році з золотим вмістом на рівні французького франка — 0,290323 г.
Сучасні банкноти були введені у 1999 році номіналом в 1, 2, 5, 10, 20 і 50 левів. 100 левів були додані в 2003 році.
У 1999 році введені монети номіналом в 1, 2, 5, 10, 20 і 50 стотинок. 1, 2 і 5 стотинок в 1999 році були виготовлені зі сплаву мідь-алюміній-нікель, а починаючи з 2000 року — з плакованої бронзою сталі. 10, 20 і 50 стотинок виготовлені з мідно-нікелево-цинкового сплаву. На аверсі всіх цих монет зображений Мадарський вершник, зображення якого датується VIII—IX століттям н. е. В 2004, 2005 і 2007 роках були випущені ювілейні 50 стотинок, присвячені темам «Болгарія в НАТО» і «Болгарія в ЄС». У 2002 році випущена нова монета номіналом 1 лев, яка поступово заміщає банкноту в 1 лев. Новий 1 лев — біметалева монета, на аверсі — портрет найшанованішого в Болгарії Святого Іоанна Рильського.
З 1999 року курс лева фактично прив'язаний до євро і становить приблизно 1,95 лева за 1 євро.
Болгарія як член Європейського Союзу зобов'язана раніше чи пізніше перейти на євро. Наразі в країні ведуться дебати щодо дати переходу.

## Монети
| Розмінні монети, які тепер в обігу (1999–дотепер) | Розмінні монети, які тепер в обігу (1999–дотепер) | Розмінні монети, які тепер в обігу (1999–дотепер) | Розмінні монети, які тепер в обігу (1999–дотепер) | Розмінні монети, які тепер в обігу (1999–дотепер) | Розмінні монети, які тепер в обігу (1999–дотепер) | Розмінні монети, які тепер в обігу (1999–дотепер) | Розмінні монети, які тепер в обігу (1999–дотепер) | Розмінні монети, які тепер в обігу (1999–дотепер) | Розмінні монети, які тепер в обігу (1999–дотепер) | Розмінні монети, які тепер в обігу (1999–дотепер) | Розмінні монети, які тепер в обігу (1999–дотепер) |
| Зображення                                        | Номінал                                           | Параметри                                         | Параметри                                         | Параметри                                         | Опис                                              | Опис                                              | Опис                                              | Дата                                              | Дата                                              | Дата                                              |                                                   |
| Зображення                                        | Номінал                                           | Діаметр                                           | Маса                                              | Матеріал                                          | Гурт                                              | Аверс                                             | Реверс                                            | першого карбування                                | випуску                                           | обігу                                             |                                                   |
| ------------------------------------------------- | ------------------------------------------------- | ------------------------------------------------- | ------------------------------------------------- | ------------------------------------------------- | ------------------------------------------------- | ------------------------------------------------- | ------------------------------------------------- | ------------------------------------------------- | ------------------------------------------------- | ------------------------------------------------- | ------------------------------------------------- |
|                                                   | 1 ст.                                             | 16 мм                                             | 1.8g                                              | CuAlNi                                            | Гладкий                                           | Номнінал, рік, дванадцять зірок - прапор ЄС       | Мадарський вершник, назва країни                  | 1999 2000                                         | 1999                                              | в обігу                                           | в обігу                                           |
|                                                   | 2 ст.                                             | 18 мм                                             | 2,5 г                                             | CuAlNi                                            | Гладкий                                           | Номнінал, рік, дванадцять зірок - прапор ЄС       | Мадарський вершник, назва країни                  | 1999 2000                                         | 1999                                              | в обігу                                           | в обігу                                           |
|                                                   | 5 ст.                                             | 20 мм                                             | 3,5 г                                             | CuAlNi                                            | Гладкий                                           | Номнінал, рік, дванадцять зірок - прапор ЄС       | Мадарський вершник, назва країни                  | 1999 2000                                         | 1999                                              | в обігу                                           | в обігу                                           |
|                                                   | 10 ст.                                            | 18,5 мм                                           | 3,0 г                                             | CuNiZn                                            | рубчастий                                         | Номнінал, рік, дванадцять зірок - прапор ЄС       | Мадарський вершник, назва країни                  | 1999                                              | 1999                                              | в обігу                                           | в обігу                                           |
|                                                   | 20 ст.                                            | 20,5 мм                                           | 4,0 г                                             | CuNiZn                                            | рубчастий                                         | Номнінал, рік, дванадцять зірок - прапор ЄС       | Мадарський вершник, назва країни                  | 1999                                              | 1999                                              | в обігу                                           | в обігу                                           |
|                                                   | 50 ст.                                            | 22,5 мм                                           | 5,0 г                                             | CuNiZn                                            | рубчастий                                         | Номнінал, рік, дванадцять зірок - прапор ЄС       | Мадарський вершник, назва країни                  | 1999                                              | 1999                                              | в обігу                                           | в обігу                                           |
|                                                   | 1 лв.                                             | 24,5 мм                                           | 7,0 г                                             | Сплави                                            | секторальне рифлення                              | Номнінал, рік                                     | Святий Іван Рильський, назва країни               | 2002                                              | 2002                                              | в обігу                                           | в обігу                                           |
|                                                   | 2 лв.                                             | 26,5 мм                                           | 9,0 г                                             | Сплави CuNiZn та CuNi                             | секторальне рифлення                              | Номнінал, рік                                     | Паїсій Хилендарський, назва країни                | 2015                                              | 2015                                              |                                                   |                                                   |

## Банкноти
Назва «лев» в Болгарії пішла від перших грошей, які проникли на територію цієї держави – голландських грошей із зображенням відповідної тварини. Перші сучасні зразки введено в останній чверті ХІХ століття, а сучасні банкноти належать кінцю ХХ – початку ХХІ століття.
Друкувалась вся болгарська валюта в період між 1999 та 2007 роками. Всі банкноти різні за розмірами та зображеннями на них. В основному це святі Іоанн Рильський та Паїсій Хилендарський, а також громадські, культурні та політичні діячі, в основному, ХІХ століття – педагог та вчений Петар Берон, поет, письменник, один з перших прем’єр-міністрів Болгарії Стефан Стамболов, поет Пенчо Славейко, письменник та перекладач Алеко Константинов. На реверсі банкнот зображено місто Софію, різні стародавні картини та сюжети з історії. Головними кольорами, в яких виконано та видрукувано леви – фіолетовий та оранжевий.
| Випуск 1999 | Випуск 1999 | Випуск 1999 | Випуск 1999  | Випуск 1999              | Випуск 1999                                      | Випуск 1999    | Випуск 1999 | Випуск 1999 |
| Зображення  | Зображення  | Номінал     | Розміри (мм) | Опис                     | Опис                                             | Дата           | Дата        | обіг        |
| Аверс       | Реверс      | Номінал     | Розміри (мм) | Аверс                    | Реверс                                           | першого друку  | випуску     | обіг        |
| ----------- | ----------- | ----------- | ------------ | ------------------------ | ------------------------------------------------ | -------------- | ----------- | ----------- |
|             |             | 1 лв.       | 112 × 60     | Святий Іван Рильський    | Рильський монастир                               | 1999           | 1999        | не в обігу  |
|             |             | 2 лв.       | 116 × 64     | Паїсій Хилендарський     | История славянобългарска                         | 1999 2005      | 1999        | не в обігу  |
|             |             | 5 лв.       | 121 × 67     | Іван Меліев              | Картини                                          | 1999 2009 2020 | 1999        | в обігу     |
|             |             | 10 лв.      | 126 × 70     | Петар Берон              | Телескоп, астролябія та астрономічний малюнок    | 1999 2008 2020 | 1999        | в обігу     |
|             |             | 20 лв.      | 131 × 73     | Стефан Ніколов Стамболов | Софія                                            | 1999 2007 2020 | 1999        | в обігу     |
|             |             | 50 лв.      | 136 × 76     | Пенчо Славейков          | Ілюстативне зображення однієї із поем Славейкова | 1999 2006 2019 | 1999        | в обігу     |
|             |             | 100 лв.     | 141 × 79     | Алеко Константінов       | Алеко Константінов                               | 2003 2018      | 2003        | в обігу     |

## Обмінний курс
Болгарський лев є прив'язаним до євро у співвідношені 1,956 лева/євро. Відносно гривні курс болгарського лева, станом на 24 березня 2025, становить 0,04348 лева за 1 гривню або 23 гривень за 1 лев.

Графік валютного курсу відносно євро з 2000 року (к-сть лев за 1 євро)